# Dominika Kryszczyńska
Dominika Kryszczyńska (ur. 31 marca 1994 w Katowicach) – polska aktorka teatralna i filmowa.

## Życiorys
W latach 2013–2014 studiowała w Warszawskiej Szkole Filmowej na kierunku aktorstwo. Ukończyła warsztaty tańca techniką Piny Bausch u tancerki Malou Airaudo. Pod okiem aktorów Teatru Polskiego w Bielsku-Białej stawiała swoje pierwsze kroki na deskach teatru.
W 2019 ukończyła studia na Wydziale Aktorskim Akademii Teatralnej im. A. Zelwerowicza w Warszawie.
Zadebiutowała w 2016 roku w spektaklu Princess Ivona w reż. Omara Sangare na deskach Teatru Syrena w Warszawie, gdzie zagrała tytułową rolę Ivony.

## Teatr
- 2017: Trzy siostry (Masza) reż. Grzegorz Chrapkiewicz, Teatr Collegium Nobilium w Warszawie
- 2017: Princess Ivona (Ivona), reż. Omar Sangare, Teatr Syrena w Warszawie

## Filmografia
| Rok       | Tytuł            | Rola                                          | Uwagi      |
| --------- | ---------------- | --------------------------------------------- | ---------- |
| 2014      | Komisarz Alex    | Katia Wirska                                  | odc. 73    |
| 2016      | Barwy szczęścia  | Zosia, dziewczyna Aleksandra                  | odc. 1420  |
| 2016      | Druga szansa     | atrakcyjna pielęgniarka                       | odc. 3, 23 |
| 2017      | Ojciec Mateusz   | Ela, dziewczyna Jarka                         | odc. 224   |
| 2017      | Lekarze na start | doktor Zuzanna Marciniak, lekarz stażysta     |            |
| 2018      | W rytmie serca   | Anna, siostra Sylwii, bizneswoman             | odc. 38    |
| 2018      | Ślad             | Anna Zarzycka, narkomanka, córka Ewy i Artura | odc. 8     |
| 2018      | Korona królów    | Machna ze Szczyrzyca                          |            |
| 2018–2020 | Przyjaciółki     | Kaja, córka Wiki                              |            |
| 2019      | Ojciec Mateusz   | Dagmara Baranowska                            | odc. 277   |
| 2019      | Leśniczówka      | Klara                                         |            |
| 2019      | Komisarz Alex    | Elżbieta Banach, żona Roberta                 | odc. 154   |
| od 2020   | BrzydUla         | modelka                                       |            |
| 2021      | M jak miłość     | Luiza Bielska                                 |            |
| od 2021   | Pierwsza miłość  | Weronika Osowska                              |            |
| od 2022   | Komisarz Mama    | Iwona Sikora                                  |            |
| 2023      | Dewajtis         | Aneta Czertwan w młodości                     | odc. 1, 2  |